# Adama Boiro
Pour l’article homonyme, voir Boiro.
Adama Boiro Boiro, né le 22 juin 2002 à Dakar au Sénégal, est un footballeur espagnol qui joue au poste d'arrière gauche à l'Athletic Club.

## Biographie

### Jeunesse et formation
Boiro est né à Dakar, au Sénégal. Sa famille déménage à Pampelune, en Espagne, lorsqu'il a 4 ans. Il commence le football au JD San Jorge, club de son quartier.

### Carrière en club
Il commence sa carrière professionnelle avec l'équipe réserve du CA Osasuna, avec qui il fait ses débuts le 11 septembre 2021 lors d'une victoire 1-0 à l'extérieur contre le CD Laredo en Segunda Federación. Il devient rapidement l'un des joueurs les plus importants de l'équipe et un grand espoir pour le club,.
Le 24 janvier 2024, il signe un contrat de cinq ans et demi avec l'Athletic Bilbao. D'abord joueur de l'équipe réserve, il rejoint l'équipe première au début de la saison 2024-2025. Il marque son premier but avec le club en Ligue Europa, le 28 novembre 2024 contre Elfsborg.

## Statistiques
| Saison                | Club                  | Championnat           | Championnat | Championnat | Championnat | Coupe(s) nationale(s) | Coupe(s) nationale(s) | Coupe(s) nationale(s) | Compétition(s) continentale(s) | Compétition(s) continentale(s) | Compétition(s) continentale(s) | Compétition(s) continentale(s) | Total | Total | Total |
| Saison                | Club                  | Division              | M.          | B.          | P.d.        | M.                    | B.                    | P.d.                  | Comp.                          | M.                             | B.                             | P.d.                           | M.    | B.    | P.d.  |
| 2021-2022             | CA Osasuna rés.       | Segunda Federación    | 24          | 1           | 0           | -                     | -                     | -                     | -                              | -                              | -                              | -                              | 24    | 1     | 0     |
| 2022-2023             | CA Osasuna rés.       | Primera Federación    | 24          | 0           | 0           | -                     | -                     | -                     | -                              | -                              | -                              | -                              | 24    | 0     | 0     |
| 2023-2024             | CA Osasuna rés.       | Primera Federación    | 19          | 0           | 5           | -                     | -                     | -                     | -                              | -                              | -                              | -                              | 19    | 0     | 5     |
| Sous-total            | Sous-total            | Sous-total            | 67          | 1           | 5           | -                     | -                     | -                     | -                              | -                              | -                              | -                              | 67    | 1     | 5     |
| 2023-2024             | Athletic Club rés.    | Segunda Federación    | 13          | 1           | 3           | -                     | -                     | -                     | -                              | -                              | -                              | -                              | 13    | 1     | 3     |
| 2024-2025             | Athletic Club         | Liga                  | 11          | 0           | 0           | 1                     | 0                     | 0                     | C3                             | 1                              | 1                              | 1                              | 13    | 1     | 1     |
| Total sur la carrière | Total sur la carrière | Total sur la carrière | 91          | 2           | 8           | 1                     | 0                     | 0                     | -                              | 1                              | 1                              | 1                              | 93    | 3     | 9     |